# Route nationale 45a
La route nationale 45a (RN 45a o N 45a) è stata una strada nazionale francese del dipartimento del Nord che partiva da La Groise e terminava a Catillon-sur-Sambre, collegando così la RN45 con la RN39 (poi divenuta RN43) poco più a nord dell'incrocio fra queste due strade. Nel 1972 venne declassata a D934a, mentre la RN45 fu ridenominata D934.